# Coupe du monde de pentathlon moderne 2019
Navigation
2018 2020
La coupe du monde de pentathlon moderne 2019 se déroule entre le 27 février 2019 au Caire (Égypte) et le 30 juin 2018 à Tokyo (Japon). La compétition est organisée par l'Union internationale de pentathlon moderne. La coupe du monde se déroule en quatre manches disputées dans quatre villes différentes ainsi que d'une finale.

## Résultats

### Hommes
| Date                          | Lieu           | Or                  | Or        | Or        | Or        | Or        | Argent          | Argent    | Argent    | Argent    | Argent    | Bronze            | Bronze    | Bronze    | Bronze    | Bronze    |
| Du 27 février au 3 mars       | Le Caire       | Ahmed El Gendy      | 1 465 pts | 1 465 pts | 1 465 pts | 1 465 pts | Jan Kuf         | 1 448 pts | 1 448 pts | 1 448 pts | 1 448 pts | Justinas Kinderis | 1 435 pts | 1 435 pts | 1 435 pts | 1 435 pts |
| Du 27 février au 3 mars       | Le Caire       | Ahmed El Gendy      |           |           |           |           | Jan Kuf         |           |           |           |           | Justinas Kinderis |           |           |           |           |
| Du 27 février au 3 mars       | Le Caire       | Ahmed El Gendy      | 240       | 306       | 293       | 626       | Jan Kuf         | 220       | 297       | 300       | 631       | Justinas Kinderis | 232       | 289       | 279       | 635       |
| Du 10 avril au 14 avril       | Sofia          | Manuel Padilla      | 1 452 pts | 1 452 pts | 1 452 pts | 1 452 pts | Joseph Choong   | 1 448 pts | 1 448 pts | 1 448 pts | 1 448 pts | Fabian Liebig     | 1 446 pts | 1 446 pts | 1 446 pts | 1 446 pts |
| Du 10 avril au 14 avril       | Sofia          | Manuel Padilla      |           |           |           |           | Joseph Choong   |           |           |           |           | Fabian Liebig     |           |           |           |           |
| Du 10 avril au 14 avril       | Sofia          | Manuel Padilla      | 238       | 288       | 292       | 634       | Joseph Choong   | 232       | 310       | 286       | 620       | Fabian Liebig     | 233       | 293       | 295       | 625       |
| Du 2 mai au 6 mai             | Székesfehérvár | Christian Zillekens | 1 492 pts | 1 492 pts | 1 492 pts | 1 492 pts | Valentin Prades | 1 489 pts | 1 489 pts | 1 489 pts | 1 489 pts | Ahmed El-Gendy    | 1 482 pts | 1 482 pts | 1 482 pts | 1 482 pts |
| Du 2 mai au 6 mai             | Székesfehérvár | Christian Zillekens |           |           |           |           | Valentin Prades |           |           |           |           | Ahmed El-Gendy    |           |           |           |           |
| Du 2 mai au 6 mai             | Székesfehérvár | Christian Zillekens | 239       | 290       | 300       | 663       | Valentin Prades | 246       | 296       | 293       | 654       | Ahmed El-Gendy    | 227       | 305       | 300       | 651       |
| Du 21 mai au 26 mai           | Kladno         | Aleksander Lesun    | 1 489 pts | 1 489 pts | 1 489 pts | 1 489 pts | Joseph Choong   | 1 481 pts | 1 481 pts | 1 481 pts | 1 481 pts | Marvin Dogue      | 1 480 pts | 1 480 pts | 1 480 pts | 1 480 pts |
| Du 21 mai au 26 mai           | Kladno         | Aleksander Lesun    |           |           |           |           | Joseph Choong   |           |           |           |           | Marvin Dogue      |           |           |           |           |
| Du 21 mai au 26 mai           | Kladno         | Aleksander Lesun    | 282       | 303       | 296       | 608       | Joseph Choong   | 221       | 321       | 290       | 649       | Marvin Dogue      | 244       | 299       | 285       | 652       |
| Finales Du 27 juin au 30 juin | Tokyo          | Joseph Choong       | 1 457 pts | 1 457 pts | 1 457 pts | 1 457 pts | Marvin Dogue    | 1 456 pts | 1 456 pts | 1 456 pts | 1 456 pts | Li Shuhuan        | 1 446 pts | 1 446 pts | 1 446 pts | 1 446 pts |
| Finales Du 27 juin au 30 juin | Tokyo          | Joseph Choong       |           |           |           |           | Marvin Dogue    |           |           |           |           | Li Shuhuan        |           |           |           |           |
| Finales Du 27 juin au 30 juin | Tokyo          | Joseph Choong       | 232       | 314       | 286       | 625       | Marvin Dogue    | 226       | 292       | 300       | 638       | Li Shuhuan        | 227       | 284       | 279       | 656       |

### Femmes
| Date                          | Lieu           | Or                 | Or        | Or        | Or        | Or        | Argent              | Argent    | Argent    | Argent    | Argent    | Bronze         | Bronze    | Bronze    | Bronze    | Bronze    |
| Du 27 février au 3 mars       | Le Caire       | Uliana Batashova   | 1 358 pts | 1 358 pts | 1 358 pts | 1 358 pts | Natalya Coyle       | 1 347 pts | 1 347 pts | 1 347 pts | 1 347 pts | Sarolta Kovács | 1 341 pts | 1 341 pts | 1 341 pts | 1 341 pts |
| Du 27 février au 3 mars       | Le Caire       | Uliana Batashova   |           |           |           |           | Natalya Coyle       |           |           |           |           | Sarolta Kovács |           |           |           |           |
| Du 27 février au 3 mars       | Le Caire       | Uliana Batashova   | 220       | 277       | 300       | 561       | Natalya Coyle       | 238       | 271       | 300       | 538       | Sarolta Kovács | 258       | 288       | 300       | 495 9     |
| Du 10 avril au 14 avril       | Sofia          | Marie Oteiza       | 1 352 pts | 1 352 pts | 1 352 pts | 1 352 pts | Laura Asadauskaitė  | 1 337 pts | 1 337 pts | 1 337 pts | 1 337 pts | Alice Sotero   | 1 332 pts | 1 332 pts | 1 332 pts | 1 332 pts |
| Du 10 avril au 14 avril       | Sofia          | Marie Oteiza       |           |           |           |           | Laura Asadauskaitė  |           |           |           |           | Alice Sotero   |           |           |           |           |
| Du 10 avril au 14 avril       | Sofia          | Marie Oteiza       | 262       | 283       | 298       | 509       | Laura Asadauskaitė  | 213       | 267       | 293       | 564       | Alice Sotero   | 201       | 284       | 300       | 545       |
| Du 2 mai au 6 mai             | Székesfehérvár | Tamara Alekszejev  | 1 402 pts | 1 402 pts | 1 402 pts | 1 402 pts | İlke Özyüksel       | 1 394 pts | 1 394 pts | 1 394 pts | 1 394 pts | Hanna Buriak   | 1 370 pts | 1 370 pts | 1 370 pts | 1 370 pts |
| Du 2 mai au 6 mai             | Székesfehérvár | Tamara Alekszejev  |           |           |           |           | İlke Özyüksel       |           |           |           |           | Hanna Buriak   |           |           |           |           |
| Du 2 mai au 6 mai             | Székesfehérvár | Tamara Alekszejev  | 276       | 272       | 300       | 554       | İlke Özyüksel       | 227       | 272       | 293       | 602       | Hanna Buriak   | 241       | 267       | 293       | 569       |
| Du 21 mai au 26 mai           | Kladno         | Kate French        | 1 391 pts | 1 391 pts | 1 391 pts | 1 391 pts | Gulnaz Gubaydullina | 1 377 pts | 1 377 pts | 1 377 pts | 1 377 pts | Jessica Varley | 1 356 pts | 1 356 pts | 1 356 pts | 1 356 pts |
| Du 21 mai au 26 mai           | Kladno         | Kate French        |           |           |           |           | Gulnaz Gubaydullina |           |           |           |           | Jessica Varley |           |           |           |           |
| Du 21 mai au 26 mai           | Kladno         | Kate French        | 246       | 284       | 289       | 572       | Gulnaz Gubaydullina | 209       | 299       | 290       | 579       | Jessica Varley | 226       | 270       | 290       | 570       |
| Finales Du 27 juin au 30 juin | Tokyo          | Laura Asadauskaitė | 1 394 pts | 1 394 pts | 1 394 pts | 1 394 pts | Élodie Clouvel      | 1 383 pts | 1 383 pts | 1 383 pts | 1 383 pts | Annika Schleu  | 1 366 pts | 1 366 pts | 1 366 pts | 1 366 pts |
| Finales Du 27 juin au 30 juin | Tokyo          | Laura Asadauskaitė |           |           |           |           | Élodie Clouvel      |           |           |           |           | Annika Schleu  |           |           |           |           |
| Finales Du 27 juin au 30 juin | Tokyo          | Laura Asadauskaitė | 262       | 269       | 293       | 570       | Élodie Clouvel      | 259       | 290       | 284       | 550       | Annika Schleu  | 215       | 273       | 300       | 578       |

### Mixte
| Date                          | Lieu           | Or                                          | Or        | Or        | Or        | Or        | Argent                                           | Argent    | Argent    | Argent    | Argent    | Bronze                                              | Bronze    | Bronze    | Bronze    | Bronze    |
| Du 27 février au 3 mars       | Le Caire       | Égypte- Haydy Morsy - Ahmed El Gendy        | 1 432 pts | 1 432 pts | 1 432 pts | 1 432 pts | Tchéquie- Eliska Pribylovà - Ondřej Polívka      | 1 396 pts | 1 396 pts | 1 396 pts | 1 396 pts | Hongrie- Kamilla Reti - Illés Szabó                 | 1 383 pts | 1 383 pts | 1 383 pts | 1 383 pts |
| Du 27 février au 3 mars       | Le Caire       | Égypte- Haydy Morsy - Ahmed El Gendy        |           |           |           |           | Tchéquie- Eliska Pribylovà - Ondřej Polívka      |           |           |           |           | Hongrie- Kamilla Reti - Illés Szabó                 |           |           |           |           |
| Du 27 février au 3 mars       | Le Caire       | Égypte- Haydy Morsy - Ahmed El Gendy        | 257       | 301       | 286       | 588       | Tchéquie- Eliska Pribylovà - Ondřej Polívka      | 226       | 299       | 272       | 599       | Hongrie- Kamilla Reti - Illés Szabó                 | 225       | 300       | 262       | 596       |
| Du 10 avril au 14 avril       | Sofia          | Pologne- Marta Kobecka - Jarosław Swiderski | 1 437 pts | 1 437 pts | 1 437 pts | 1 437 pts | Grande-Bretagne- Francesca Summers - James Cooke | 1 429 pts | 1 429 pts | 1 429 pts | 1 429 pts | Allemagne- Rebecca Langrehr - Marvin Dogue          | 1 425 pts | 1 425 pts | 1 425 pts | 1 425 pts |
| Du 10 avril au 14 avril       | Sofia          | Pologne- Marta Kobecka - Jarosław Swiderski |           |           |           |           | Grande-Bretagne- Francesca Summers - James Cooke |           |           |           |           | Allemagne- Rebecca Langrehr - Marvin Dogue          |           |           |           |           |
| Du 10 avril au 14 avril       | Sofia          | Pologne- Marta Kobecka - Jarosław Swiderski | 231       | 309       | 293       | 604       | Grande-Bretagne- Francesca Summers - James Cooke | 230       | 309       | 286       | 604       | Allemagne- Rebecca Langrehr - Marvin Dogue          | 216       | 307       | 286       | 616       |
| Du 2 mai au 6 mai             | Székesfehérvár | Chine- Bian Yufei - Han Jiahao              | 1 436 pts | 1 436 pts | 1 436 pts | 1 436 pts | Hongrie- Bence Kardos - Blanka Guzi              | 1 412 pts | 1 412 pts | 1 412 pts | 1 412 pts | Lituanie- Justinas Kinderis - Gintarė Venčkauskaitė | 1 407 pts | 1 407 pts | 1 407 pts | 1 407 pts |
| Du 2 mai au 6 mai             | Székesfehérvár | Chine- Bian Yufei - Han Jiahao              |           |           |           |           | Hongrie- Bence Kardos - Blanka Guzi              |           |           |           |           | Lituanie- Justinas Kinderis - Gintarė Venčkauskaitė |           |           |           |           |
| Du 2 mai au 6 mai             | Székesfehérvár | Chine- Bian Yufei - Han Jiahao              | 250       | 317       | 284       | 585       | Hongrie- Bence Kardos - Blanka Guzi              | 200       | 309       | 279       | 624       | Lituanie- Justinas Kinderis - Gintarė Venčkauskaitė | 205       | 310       | 291       | 601       |
| Du 21 mai au 26 mai           | Kladno         | Grande-Bretagne- Joanna Muir - Samuel Curry | 1 486 pts | 1 486 pts | 1 486 pts | 1 486 pts | Allemagne- Annika Schleu - Marvin Dogue          | 1 470 pts | 1 470 pts | 1 470 pts | 1 470 pts | Égypte- Mohanad Shaban - Salma Abdelmaksoud         | 1 461 pts | 1 461 pts | 1 461 pts | 1 461 pts |
| Du 21 mai au 26 mai           | Kladno         | Grande-Bretagne- Joanna Muir - Samuel Curry |           |           |           |           | Allemagne- Annika Schleu - Marvin Dogue          |           |           |           |           | Égypte- Mohanad Shaban - Salma Abdelmaksoud         |           |           |           |           |
| Du 21 mai au 26 mai           | Kladno         | Grande-Bretagne- Joanna Muir - Samuel Curry | 226       | 319       | 293       | 648       | Allemagne- Annika Schleu - Marvin Dogue          | 232       | 313       | 288       | 637       | Égypte- Mohanad Shaban - Salma Abdelmaksoud         | 232       | 312       | 297       | 620       |
| Finales Du 27 juin au 30 juin | Tokyo          | France- Élodie Clouvel - Valentin Prades    | 1 479 pts | 1 479 pts | 1 479 pts | 1 479 pts | Irlande- Natalya Coyle - Arthur Lanigan O'Keeffe | 1 477 pts | 1 477 pts | 1 477 pts | 1 477 pts | Lituanie- Laura Asadauskaitė - Justinas Kinderis    | 1 476 pts | 1 476 pts | 1 476 pts | 1 476 pts |
| Finales Du 27 juin au 30 juin | Tokyo          | France- Élodie Clouvel - Valentin Prades    |           |           |           |           | Irlande- Natalya Coyle - Arthur Lanigan O'Keeffe |           |           |           |           | Lituanie- Laura Asadauskaitė - Justinas Kinderis    |           |           |           |           |
| Finales Du 27 juin au 30 juin | Tokyo          | France- Élodie Clouvel - Valentin Prades    | 252       | 319       | 295       | 613       | Irlande- Natalya Coyle - Arthur Lanigan O'Keeffe | 244       | 317       | 290       | 626       | Lituanie- Laura Asadauskaitė - Justinas Kinderis    | 233       | 313       | 300       | 630       |